# Chromovalgus peyroni
Chromovalgus peyroni är en skalbaggsart som beskrevs av Étienne Mulsant 1852. Chromovalgus peyroni ingår i släktet Chromovalgus och familjen Cetoniidae. Inga underarter finns listade i Catalogue of Life.